# Gürmeşe, Kızıltepe
Gürmeşe là một xã thuộc huyện Kızıltepe, tỉnh Mardin, Thổ Nhĩ Kỳ. Dân số thời điểm năm 2010 là 818 người.